# 1981年のパシフィック・リーグプレーオフ
1981年のパシフィック・リーグプレーオフは、1981年10月にプロ野球パシフィック・リーグの前期優勝チームと後期優勝チームの2球団で行われたプレーオフである。

## 概要
前期優勝の山内一弘監督率いるロッテオリオンズと後期優勝の大沢啓二監督率いる日本ハムファイターズとの対決となった。
シーズン中の対戦においてはロッテが16勝7敗3分と圧倒していたが、日本ハムが3勝1敗1分で前身の東映フライヤーズ以来19年ぶりの優勝を果たした。
大沢は「予想じゃ、ロッテ有利の声が多かった。というのも、リー兄弟（レロン・リー、レオン・リー）に有藤、それに落合といった打線がよかったからな。なかでも当時28歳の落合なんか、翌年に三冠王を獲得するぐらい上り調子よ。ほんと、強力な打線だった。」とし、当時ロッテの選手だった落合博満は「（ロッテは）打線が強力で前評判も圧倒的ロッテ有利だったが山内一弘監督がバントなど普段しなかった手堅い野球をして選手も戸惑って1勝3敗1分で負けた。短期決戦というのは普段通りの野球ができるかということだな。」と述懐している。この他、現役最晩年を迎えていた張本勲も出場している。

## 試合結果
| 日付                           | 試合  | ビジター球団（先攻） | スコア   | ホーム球団（後攻）   | 開催球場   |
| 10月7日（水）                  | 第1戦 | 日本ハムファイターズ | 1 - 0    | ロッテオリオンズ     | 川崎球場   |
| 10月8日（木）                  | 第2戦 | 雨天中止             | 雨天中止 | 雨天中止             | 川崎球場   |
| 10月9日（金）                  | 第2戦 | 雨天中止             | 雨天中止 | 雨天中止             | 川崎球場   |
| 10月10日（土）                 | 第2戦 | 日本ハムファイターズ | 5 - 5    | ロッテオリオンズ     | 川崎球場   |
| 10月11日（日）                 | 第3戦 | ロッテオリオンズ     | 1 - 4    | 日本ハムファイターズ | 後楽園球場 |
| 10月12日（月）                 | 第4戦 | ロッテオリオンズ     | 11 - 6   | 日本ハムファイターズ | 後楽園球場 |
| 10月13日（火）                 | 第5戦 | ロッテオリオンズ     | 4 - 8    | 日本ハムファイターズ | 後楽園球場 |
| 年間優勝：日本ハムファイターズ |       |                      |          |                      |            |

### 第1戦
10月7日　川崎　観衆17000人
| 日本ハム | 0 | 0 | 0 | 1 | 0 | 0 | 0 | 0 | 0 | 1 |
| ロッテ   | 0 | 0 | 0 | 0 | 0 | 0 | 0 | 0 | 0 | 0 |

（日）○高橋一（1勝）、S江夏（1S）－大宮

（ロ）●村田（1敗）－土肥

本塁打

（日）柏原1号ソロ（4回村田）
4回、柏原純一の本塁打による1点を高橋一三、江夏豊のリレーで守り切り、日本ハムが先勝。ロッテは7安打したものの庄司智久の2度のバント失敗など拙攻が響き、無得点だった。村田兆治は柏原の一発以外はほぼ完璧な投球だったが、0点では勝てなかった。

### 第2戦
10月10日　川崎　観衆25000人
| 日本ハム | 2 | 0 | 0 | 0 | 0 | 0 | 1 | 0 | 2 | 5 |
| ロッテ   | 1 | 2 | 0 | 0 | 0 | 1 | 1 | 0 | 0 | 5 |

（9回時間切れ引き分け）

（日）岡部、高橋里、村上、工藤、宇田、江夏－大宮

（ロ）仁科、倉持、三宅、三井－高橋博

本塁打

（日）高代1号ソロ（7回倉持）
日本ハムは初回、2つの犠飛で2点を先制。その裏ロッテはこの年の首位打者、落合博満のタイムリーヒットで1点を返し、2回庄司のタイムリーと押し出し四球で逆転。6回にも追加点を挙げて2点差とした。2点差で迎えた9回、日本ハムは村井英司と井上弘昭のタイムリーヒットで追いつき、結局9回時間切れ引き分けとなった。試合時間5時間17分は9イニングの試合としてはプロ野球で公式に行われた試合の中で最長記録。

### 第3戦
10月11日　後楽園　観衆38000人
| ロッテ   | 0 | 0 | 0 | 0 | 0 | 1 | 0 | 0 | 0 | 1 |
| 日本ハム | 0 | 1 | 0 | 0 | 0 | 2 | 0 | 1 | X | 4 |

（ロ）●水谷（1敗）、安木、梅沢－高橋博、袴田

（日）○間柴（1勝）－大宮
日本ハムは2回、1死満塁から大宮龍男のタイムリーヒットで先制。6回にいったん同点とされたが、その裏2死から古屋英夫、井上弘の連打、大宮の野選で満塁とし、代打・加藤俊夫がレフト前にはじき返し、2点を勝ち越した。シーズン15勝無敗の記録を作った間柴茂有が完投し、日本ハムが王手をかけた。

### 第4戦
10月12日　後楽園　観衆25000人
| ロッテ   | 2 | 3 | 0 | 0 | 6 | 0 | 0 | 0 | 0 | 11 |
| 日本ハム | 0 | 0 | 4 | 2 | 0 | 0 | 0 | 0 | 0 | 6  |

（ロ）○村田（1勝1敗）－土肥

（日）高橋一、●高橋里（1敗）、村上、宇田、成田－大宮

本塁打

（ロ）有藤1号2ラン（1回高橋一）、落合1号3ラン（5回高橋里）、水上1号3ラン（5回宇田）
ロッテは有藤道世の2ランなどで2イニングで早々と5点を先取。日本ハムは島田誠の連続タイムリーなどで一度は逆転したが、5回、落合の3ランが飛び出しロッテが再逆転。水上がダメ押しの一発を叩き込んだ。

### 第5戦
10月13日　後楽園　観衆24000人
| ロッテ   | 0 | 0 | 0 | 0 | 0 | 1 | 3 | 0 | 0 | 4 |
| 日本ハム | 3 | 1 | 0 | 2 | 0 | 2 | 0 | 0 | X | 8 |

（ロ）●仁科（1敗）、三井、倉持、三宅、梅沢－高橋博、土肥

（日）○木田（1勝）、江夏－大宮

本塁打

（ロ）有藤2号ソロ（6回木田）、レオン1号2ラン（7回木田）、土肥1号ソロ（7回木田）
日本ハムは初回、柏原のタイムリーと岡持和彦の2点タイムリー二塁打で3点を先制。その後も着々と加点し、5回までに6-0という一方的な展開。6回有藤の本塁打で1点を返したが、その裏さらに2点を追加し、8-1。ロッテはさらにレオン、土肥健二の本塁打で追い上げたが、反撃もここまで。7回途中から木田勇を救援した江夏が後続を抑え、日本ハムが前身の東映時代以来の19年ぶりのパ･リーグ優勝を飾った。

## 表彰選手
- 最優秀選手 柏原純一（日）
- 敢闘賞　村田兆治(ロ)
- 優秀選手　高橋一三(日)、間柴茂有（日）、庄司智久（ロ）

## テレビ・ラジオ放送

### テレビ中継
- 第1戦:10月7日
  - 日本テレビ≪NNN系列≫
- 第2戦:10月10日　
  - TBSテレビ≪JNN系列≫　実況：石川顕　解説：野村克也
- 第3戦:10月11日
  - テレビ朝日≪ANN系列≫　実況：石橋幸治　解説：飯田徳治　ゲスト解説：西本幸雄（この年まで近鉄監督）
- 第4戦:10月12日
  - テレビ朝日≪ANN系列≫　実況：東出甫　解説：飯田徳治　ゲスト解説：西本幸雄
- 第5戦:10月13日
  - テレビ朝日≪ANN系列≫　実況：東出甫　解説：飯田徳治　ゲスト解説：西本幸雄
  - NHK総合　実況：羽佐間正雄　解説：広瀬叔功　ゲスト解説：鈴木啓示（近鉄）

### ラジオ中継
- 第1戦：10月7日
  - NHKラジオ第1　解説：鶴岡一人
- 第2戦：10月10日
  - NHKラジオ第1　解説：川上哲治　ゲスト解説：山田久志
- 第3戦：10月11日
  - NHKラジオ第1　解説：高田繁　ゲスト解説：鈴木啓示
  - TBSラジオ　解説：野村克也
- 第4戦：10月12日
  - NHKラジオ第1　解説：加藤進　ゲスト解説：山田久志
  - TBSラジオ　解説：野村克也
  - ニッポン放送　解説：関根潤三
- 第5戦：10月13日
  - NHKラジオ第1
  - TBSラジオ　解説：野村克也
  - ニッポン放送  解説：土橋正幸、近藤和彦